# 박소이
박소이(朴昭怡, 2012년 3월 12일~)는 대한민국의 배우이다.

## 학력
- 2019년 ~ 2025년 인천동막초등학교
- 2025년 ~ 인천여자중학교 (예정)

## 출연 작품

### 드라마
- 2018년 OCN 《미스트리스》 - 김상희 역
- 2018년 JTBC 《스케치》 - 수영 역
- 2018년 MBN 《마성의 기쁨》 - 어린 주기쁨 역 (송하윤 아역)
- 2018년 tvN 《남자친구》 - 꼬마 손님 역
- 2019년 tvN 《드라마 스테이지 - 개같다 거지같다 아름답다》 - 하은 역
- 2019년 tvN 《그녀의 사생활》 - 어린 성덕미 역 (박민영 아역)
- 2019년 MBC 《이몽》 - 유태준의 딸 역
- 2019년 JTBC 《나의 나라》 - 어린 서연 역 (조이현 아역)
- 2020년 KBS2 《도도솔솔라라솔》 - 어린 구라라 역 (고아라 아역)
- 2021년 JTBC 《선배 그 립스틱 바르지 마요》 - 강하은 역
- 2021년 tvN 《마우스》 - 어린 최홍주 / 박현수 역 (경수진, 김수인 아역)
- 2021년 JTBC 《로스쿨》 - 강별 역
- 2021년 tvN 《하이클래스》 - 황재인 역
- 2022년 TVING 《괴이》 (웹 드라마) - 정하영 역
- 2022년 tvN 《작은 아씨들》 - 어린 오인주 역 (김고은 아역)
- 2023년 tvN 《이번 생도 잘 부탁해》 - 어린 반지음역 (신혜선 아역)
- 2023년 SBS 《악귀》 - 이목단 역
- 2023년 tvN 《O'PENing - 2시 15분》 - 임현수 역
- 2024년 JTBC 《히어로는 아닙니다만》 - 복이나 역

### 영화
- 2019년 《다시, 봄》 - 예은 역
- 2020년 《바람의 언덕》 - 소이 역 (특별 출연)
- 2020년 《호텔 레이크》 - 윤지유 역
- 2020년 《담보》 - 어린 리승이 역 (하지원 아역)
- 2020년 《다만 악에서 구하소서》 - 유민 역
- 2021년 《언프레임드》 (옴니버스 영화) - 반디 역
- 2022년 《배니싱: 미제사건》 - 윤아 역
- 2022년 《테이스츠 오브 호러》 (옴니버스 영화) - 아지 역
- 2022년 《크리스마스 선물》 - 박로희 역
- 2023년 《정이》 - 어린 서현 역 (강수연 아역)
- 2023년 《천박사 퇴마 연구소: 설경의 비밀》 - 유민 역
- 2023년 《소년들》 - 이은솔 역 (우정 출연)

### 교양
- 2022년 KBS1 《다큐 인사이트 - 고요의 바다 MOON을 열다》 - 출연자 (2022.07.28)

### 뮤직비디오
- 2020년 장재인 - 〈집 지키기〉

### 광고
- 2018년 한샘 한샘 키친
- 2019년 르노코리아자동차 르노코리아 SM6
- 2019년 KT
- 2020년 비상교육 와이즈캠프
- 2021년 서울우유협동조합 서울우유 나 100%
- 2021년 대한민국 중소벤처기업부 대한민국 동행세일
- 2021년 아주약품 올레아 올키 비타젤리
- 2021년 신성통상 탑텐키즈

## 수상 및 후보
| 연도 | 시상식                      | 부문                     | 작품                     | 결과 |
| ---- | --------------------------- | ------------------------ | ------------------------ | ---- |
| 2021 | 제57회 백상예술대상         | 영화부문 여자 신인연기상 | 《다만 악에서 구하소서》 | 후보 |
| 2021 | 제26회 춘사영화제           | 신인여우상               | 《담보》                 | 후보 |
| 2021 | 제41회 황금촬영상           | 아역상                   | 《담보》                 | 수상 |
| 2022 | 제10회 서울국제어린이영화제 | 올해의 어린이상          | 《언프레임드》           | 수상 |
| 2023 | 제43회 황금촬영상           | 아역상                   | 《스위치》               | 수상 |
| 2023 | SBS 연기대상                | 여자 청소년 연기상       | 《악귀》                 | 수상 |
| 2024 | 제10회 에이판 스타 어워즈   | 여자 청소년 연기상       | 히어로는 아닙니다만      | 수상 |